# Reichstagswahlkreis Pfalz (Bayern) 5

Die Wahlkreisaufteilung des Deutschen Reichs.

Der Reichstagswahlkreis Pfalz (Bayern) 5 war ein Wahlkreis für die Reichstagswahlen im Deutschen Reich 1868 bis 1918.
Der Reichstagswahlkreis Pfalz (Bayern) 5 (auch Reichstagswahlkreis Homburg-Kusel genannt) umfasste die Städte Homburg und Kusel sowie die umliegenden Bezirksämter. Der Wahlkreis hatte eine Fläche von 977,95 Quadratkilometer und 1871 87.528 Einwohner (88,50 Einwohner/km²). 1910 betrug die Einwohnerzahl 121.579 (124,32 Einwohner/km²). Konfessionell lag der Anteil der Protestanten deutlich über dem der Katholiken. 1871 (1910) betrug der Anteil der Katholiken 32,2 % (35,7 %) und der der Protestanten 66,8 % (63,7 %). Der Wahlkreis war ländlich geprägt. 77,4 % der Einwohner lebte in Orten mit weniger als 2000 Einwohnern.

## Abgeordnete
| Wahl                         | Abgeordneter         | Partei                | Bild |
| ---------------------------- | -------------------- | --------------------- | ---- |
| Zollparlamentswahl 1868      | Joseph Benzino       | Liberale Reichspartei |      |
| Reichstagswahl 1871 bis 1893 | Franz Armand Buhl    | NLP                   |      |
| Reichstagswahl 1893          | Heinrich Marquardsen | NLP                   |      |
| Reichstagswahl 1898          | Georg Fitz           | NLP                   | 0    |
| Reichstagswahl 1903 bis 1912 | Heinrich Stauffer    | BdL                   |      |
| Reichstagswahl 1912          | Karl Gebhart         | BdL                   |      |

## Wahlen

### Zollparlamentswahl 1868
Bei der Zollparlamentswahl 1868 fand nur ein Wahlgang statt. Die Zahl der Wahlberechtigten betrug 15.408, die Zahl der Wähler 8.993. Die Wahlbeteiligung betrug 58,4 %.
| Kandidat       | Partei                | Stimmen | in %   | Anmerkungen |
| -------------- | --------------------- | ------- | ------ | ----------- |
| Joseph Benzino | Liberale Reichspartei | 8988    | 99,9 % | 0           |

### Reichstagswahl 1871
Bei der Reichstagswahl 1871 fand nur ein Wahlgang statt. Die Zahl der Wahlberechtigten betrug 16.671, die Zahl der Wähler 8.619. Die Wahlbeteiligung betrug 51,8 %.
| Kandidat          | Partei                     | Stimmen | in %   | Anmerkungen |
| ----------------- | -------------------------- | ------- | ------ | ----------- |
| Franz Armand Buhl | NLP                        | 5256    | 52,3 % | 0           |
| 0                 | NLP                        | 3732    | 43,9 % | 0           |
| 0                 | Bayerische Patriotenpartei | 284     | 3, %   | 0           |

### Reichstagswahl 1874
Bei der Reichstagswahl 1874 fand nur ein Wahlgang statt. Die Zahl der Wahlberechtigten betrug 17.991, die Zahl der Wähler 15.099. Die Wahlbeteiligung betrug 83,9 %.
| Kandidat          | Partei                     | Stimmen | in %   | Anmerkungen |
| ----------------- | -------------------------- | ------- | ------ | ----------- |
| Franz Armand Buhl | NLP                        | 10.905  | 72,7 % | 0           |
| 0                 | Bayerische Patriotenpartei | 4.189   | 27,8 % | 0           |

### Reichstagswahl 1877
Bei der Reichstagswahl 1877 fand nur ein Wahlgang statt. Die Zahl der Wahlberechtigten betrug 18.742, die Zahl der Wähler 13.669. Die Wahlbeteiligung betrug 73,0 %.
| Kandidat          | Partei                     | Stimmen | in %   | Anmerkungen |
| ----------------- | -------------------------- | ------- | ------ | ----------- |
| Franz Armand Buhl | NLP                        | 9521    | 69,6 % | 0           |
| 0                 | Bayerische Patriotenpartei | 3755    | 27,5 % | 0           |
| 0                 | Sonstige                   | 381     | 2,8 %  | 0           |

### Reichstagswahl 1878
Bei der Reichstagswahl 1878 fand nur ein Wahlgang statt. Die Zahl der Wahlberechtigten betrug 19.258, die Zahl der Wähler 12.407. Die Wahlbeteiligung betrug 64,5 %.
| Kandidat          | Partei                     | Stimmen | in %   | Anmerkungen |
| ----------------- | -------------------------- | ------- | ------ | ----------- |
| 0                 | NLP                        | 54      | 0,5 %  | 0           |
| Franz Armand Buhl | NLP                        | 8870    | 71,5 % | 0           |
| 0                 | Bayerische Patriotenpartei | 3402    | 27,4 % | 0           |
| 0                 | Sonstige                   | 62      | 0,5 %  | 0           |

### Reichstagswahl 1881
Bei der Reichstagswahl 1881 fanden ein Wahlgang statt. Die Zahl der Wahlberechtigten betrug 18.581, die Zahl der Wähler 10.757. Die Wahlbeteiligung betrug 58,1 %.
| Kandidat          | Partei                     | Stimmen | in %   | Anmerkungen |
| ----------------- | -------------------------- | ------- | ------ | --- |
| Franz Armand Buhl | NLP                        | 5999    | 55,8 % | 0 |
| 0                 | DVP                        | 2501    | 30,6 % | Ernst-Otto Bräunche gibt als Stimmenzahl hier „-“ an. Dies passt nicht zum angegebenen Prozentsatz. Offensichtlich sind in Wirklichkeit 2501 abgegeben worden. |
| 0                 | Bayerische Patriotenpartei | 2257    | 14,5 % | 0 |

### Reichstagswahl 1884
Bei der Reichstagswahl 1884 fand nur ein Wahlgang statt. Die Zahl der Wahlberechtigten betrug 18.932, die Zahl der Wähler 12.835. Die Wahlbeteiligung betrug 67,9 %.
| Kandidat          | Partei                     | Stimmen | in %   | Anmerkungen |
| ----------------- | -------------------------- | ------- | ------ | ----------- |
| Franz Armand Buhl | NLP                        | 7517    | 58,6 % | 0           |
| 0                 | BdL                        | 1752    | 13,6 % | 0           |
| 0                 | Bayerische Patriotenpartei | 3562    | 27,8 % | 0           |

### Reichstagswahl 1887
Bei der Reichstagswahl 1887 fand nur ein Wahlgang statt. Die Zahl der Wahlberechtigten betrug 19.665, die Zahl der Wähler 16.125. Die Wahlbeteiligung betrug 82,1 %.
| Kandidat          | Partei                                  | Stimmen | in %   | Anmerkungen |
| ----------------- | --------------------------------------- | ------- | ------ | ----------- |
| Franz Armand Buhl | NLP                                     | 11.332  | 70,3 % | 0           |
| 0                 | Linksliberal, unterstützt durch Zentrum | 4786    | 29,7 % | 0           |

### Reichstagswahl 1890
Bei der Reichstagswahl 1890 fand ein Wahlgang statt. Die Zahl der Wahlberechtigten betrug 19.791, die Zahl der Wähler 12.321. Die Wahlbeteiligung betrug 62,4 %.
| Kandidat            | Partei        | Stimmen | in %   | Anmerkungen        |
| ------------------- | ------------- | ------- | ------ | ------------------ |
| Franz Josef Ehrhart | SPD           | 94      | 0,8 %  | 0                  |
| Franz Armand Buhl   | NLP           | 8238    | 66,9 % | 0                  |
| Dr. Wolff           | Linksliberale | 33      | 0,3 %  | aus Wachenheim     |
| Dr. Hammer          | Zentrum       | 3924    | 31,8 % | Dekan in Wolfstein |

### Reichstagswahl 1893
Bei der Reichstagswahl 1893 fand ein Wahlgang statt. Die Zahl der Wahlberechtigten betrug 20.175, die Zahl der Wähler 13.121. Die Wahlbeteiligung betrug 65,0 %.
| Kandidat             | Partei  | Stimmen | in %   | Anmerkungen                         |
| -------------------- | ------- | ------- | ------ | ----------------------------------- |
| Franz Josef Ehrhart  | SPD     | 99      | 0,8 %  | 0                                   |
| Heinrich Marquardsen | NLP     | 9095    | 69,4 % | 0                                   |
| Dr. Hammer           | Zentrum | 1848    | 14,1 % | 0                                   |
| Heinrich Faßhauer    | BdH     | 2044    | 15,6 % | Vorstand der Schneiderakademie Köln |

### Ergänzungswahl 1898
Bei der Ergänzungswahl 1898 fanden zwei Wahlgänge statt. Die Zahl der Wahlberechtigten beim ersten Wahlgang betrug 21.383, die Zahl der Wähler 17.754. Die Wahlbeteiligung betrug 69,0 %.
| Kandidat            | Partei  | Stimmen | in %   | Anmerkungen |
| ------------------- | ------- | ------- | ------ | ----------- |
| Franz Josef Ehrhart | SPD     | 839     | 5,7 %  | 0           |
| Johannes Schmitt    | NLP     | 6667    | 45,2 % | 0           |
| Eugen Jäger         | Zentrum | 3582    | 24,2 % | 0           |
| Carl Lucke          | BdL     | 3647    | 24,7 % | 0           |

Bei der Stichwahl betrug die Zahl der Wähler 15.911. Die Wahlbeteiligung betrug 78,0 %.
| Kandidat         | Partei | Stimmen | in %   | Anmerkungen |
| ---------------- | ------ | ------- | ------ | ----------- |
| Johannes Schmitt | NLP    | 8865    | 53,0 % | 0           |
| Carl Lucke       | BdL    | 7846    | 46,9 % | 0           |

### Reichstagswahl 1898
Bei der Reichstagswahl 1898 fand ein Wahlgang statt. Die Zahl der Wahlberechtigten betrug 22.118, die Zahl der Wähler 10.834. Die Wahlbeteiligung betrug 49,0 %.
| Kandidat            | Partei  | Stimmen | in %   | Anmerkungen |
| ------------------- | ------- | ------- | ------ | ----------- |
| Franz Josef Ehrhart | SPD     | 580     | 5,3 %  | 0           |
| Georg Fitz          | NLP     | 6709    | 61,6 % | 0           |
| Eugen Jäger         | Zentrum | 3502    | 32,4 % | 0           |
| Johannes Schmitt    | BB      | 51      | 0,5 %  | 0           |

### Reichstagswahl 1903
Bei der Reichstagswahl 1903 fanden zwei Wahlgänge statt. Die Zahl der Wahlberechtigten beim ersten Wahlgang betrug 24.044, die Zahl der Wähler 17.106. Die Wahlbeteiligung betrug 71,1 %.
| Kandidat            | Partei  | Stimmen | in %   | Anmerkungen                   |
| ------------------- | ------- | ------- | ------ | ----------------------------- |
| Heinrich Dickreiter | SPD     | 1744    | 10,2 % | 0                             |
| Thiel               | NLP     | 5028    | 29,5 % | Hütteningenieur aus Landstuhl |
| Eugen Jäger         | Zentrum | 5026    | 29,5 % | 0                             |
| Heinrich Stauffer   | BdL     | 5237    | 30,7 % | 0                             |

Bei der Stichwahl betrug die Zahl der Wähler 17.679. Die Wahlbeteiligung betrug 73,5 %.
| Kandidat          | Partei | Stimmen | in %   | Anmerkungen |
| ----------------- | ------ | ------- | ------ | ----------- |
| Thiel             | NLP    | 10.006  | 43,2 % | 0           |
| Heinrich Stauffer | BdL    | 7608    | 56,8 % | 0           |

### Reichstagswahl 1907
Bei der Reichstagswahl 1907 fand ein Wahlgang statt. Die Zahl der Wahlberechtigten betrug 25.739, die Zahl der Wähler 20.523. Die Wahlbeteiligung betrug 79,7 %.
| Kandidat          | Partei                          | Stimmen | in %   | Anmerkungen                    |
| ----------------- | ------------------------------- | ------- | ------ | ------------------------------ |
| Friedrich Profit  | SPD                             | 1711    | 8,4 %  | 0                              |
| Eugen Jäger       | Zentrum                         | 5236    | 25,6 % | 0                              |
| Heinrich Stauffer | BdL (durch die NLP unterstützt) | 11.595  | 56,7 % | 0                              |
| Gutsche           | Christlich-Soziale Partei       | 1898    | 9,3 %  | Arbeitersekretär in St. Johann |

### Reichstagswahl 1912
Bei der Reichstagswahl 1912 fand ein Wahlgang statt. Die Zahl der Wahlberechtigten betrug 27.158, die Zahl der Wähler 21.064. Die Wahlbeteiligung betrug 77,6 %.
| Kandidat         | Partei                        | Stimmen | in %   | Anmerkungen                |
| ---------------- | ----------------------------- | ------- | ------ | -------------------------- |
| Friedrich Profit | SPD                           | 3655    | 17,4 % | 0                          |
| Friedrich Bühler | NLP                           | 5897    | 28,1 % | Hauptlehrer in Zweibrücken |
| Karl Gebhart     | BdL (unterstützt vom Zentrum) | 11.419  | 54,5 % | 0                          |